# Statuia Sfântului Gheorghe din Praga
Statuia Sfântului Gheorghe din Praga este prima statuie ecvestră de for public realizată din bronz în perioada medievală. A fost realizată în anul 1373 de către doi meșteri sași clujeni, Martin și Georg (Martinum et Georgium de Clussenberch in latină), fiii pictorului Nikolaus din Cluj, la comanda împăratului Carol al IV-lea, totodată rege al Boemiei. Statuia originală a fost mutată de-a lungul timpului în diverse locuri din incinta Cetății din Praga, iar în acest moment se află amplasată în curtea a treia, în stânga portalului de sud al Catedralei Sfântul Vitus, lângă o mică fântână.

## Descriere
Statuia ecvestră îl reprezintă pe Sfântul Gheorghe îmbrăcat în zale ucigând un balaur al cărui corp este acoperit cu solzi identici zalelor de pe armura sfântului.

### Inscripția
Pe soclul statuii este trecută inscripția
A.D. MCCCLXXIII HOC OPUS IMAGINIS S. GEORGII PER MARTINUM ET GEORGIUM DE CLUSSENBERCH CONFLATUM EST,
în traducere: „A[nul] D[omnului] 1373 Această operă îl reprezintă pe S[fântul] Gheorghe [și este] de Martin și Georg de Clussenberch (Cluj) făcută.”
E de remarcat că numele orașului este redat în forma dialectală săsească, Clussenberch, nu în aceea mai răspândită în epocă, maghiarul Kolosvár.

## Copii
La inițiativa împăratului Franz Joseph au fost realizate două copii ale statuii, una din ele pentru orașul natal al artiștilor, iar cea de-a doua pentru Budapesta.
Pe fundalul sărbătoririi a 1.000 ani de la sosirea triburilor ungare în Europa, primăria din Cluj decide in 1894 realizarea unei copii a statuii din Praga. Copia pentru Cluj a fost realizată și amplasată, în anul 1904, în piața căruia i s-a și dat numele Sf. Gheorghe. După instaurarea regimului comunist și redenumirea pieței respective (actualmente Lucian Blaga), statuia a fost mutată în fața Bisericii Reformate de pe Ulița Lupilor (Kogălniceanu).
Copia din Budapesta se află în apropiere de Bastionul Pescarilor (în maghiară Halászbástya). 
O altă copie, dar de marmură, se află în Muzeul Hradcinului (al Cetății) din Praga.